# Пета Старозагорска въстаническа оперативна зона
Пета Старозагорска въстаническа оперативна зона е териториална и организациона структура на т. нар. Народоосвободителна въстаническа армия (НОВА) по време на комунистическото съпротивително движение в България (1941-1944) през Втората световна война.
Пета Старозагорска въстаническа оперативна зона на НОВА е създадена през март 1944 г. от Старозагорската окръжна организация на БРП (к). Зоната е разделена на четири военнооперативни района: Старозагорски, Новозагорски, Казанлъшки и Кириловски.. По указание на ЦК на БРП (к) и Главния щаб на НОВА е сформиран щабът на зоната:
- Комендант (командир) на въстаническата зона – Стою Неделчев-Чочоолу
- Политкомисар – Йордан Вълчев
- Началник-щаб – Велко Димитров[3]

В зоната действат пет партизански отряда, обединени в една бригада и бойни групи:
- Партизански отряд „Георги Димитров“
- Партизански отряд „Петко Енев“
- Партизански отряд „Марко Чернев“
- Партизански отряд „Цвятко Радойнов“
- Партизански отряд „Георги Гърбачев“
- Партизанска бригада „Георги Димитров“[4]